# Villa Schmidt (Drensteinfurt)
Koordinaten: 51° 47′ 54,7″ N, 7° 44′ 17,8″ O

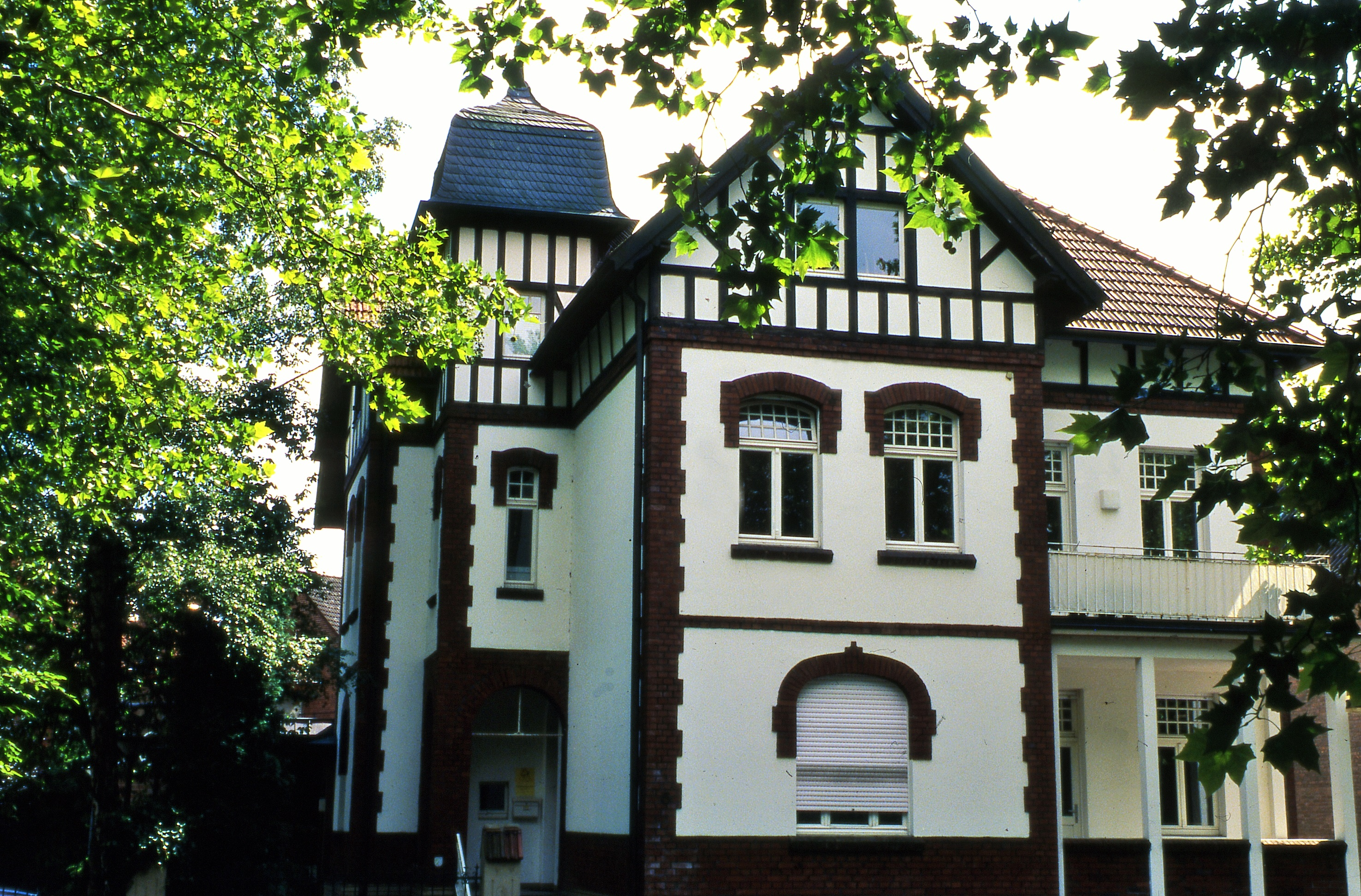
Villa Schmidt, Drensteinfurt

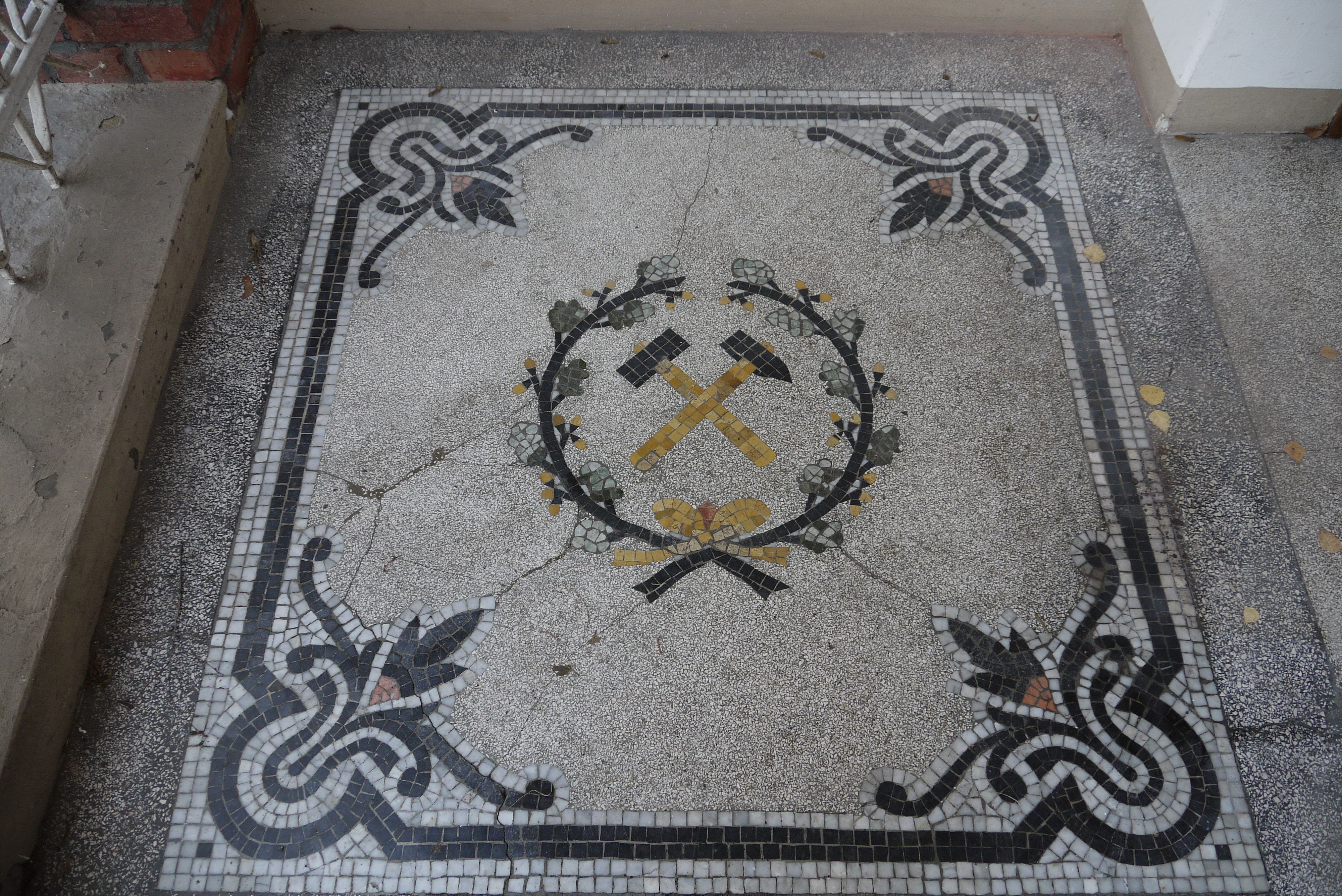
Mosaikfliesen im Flur

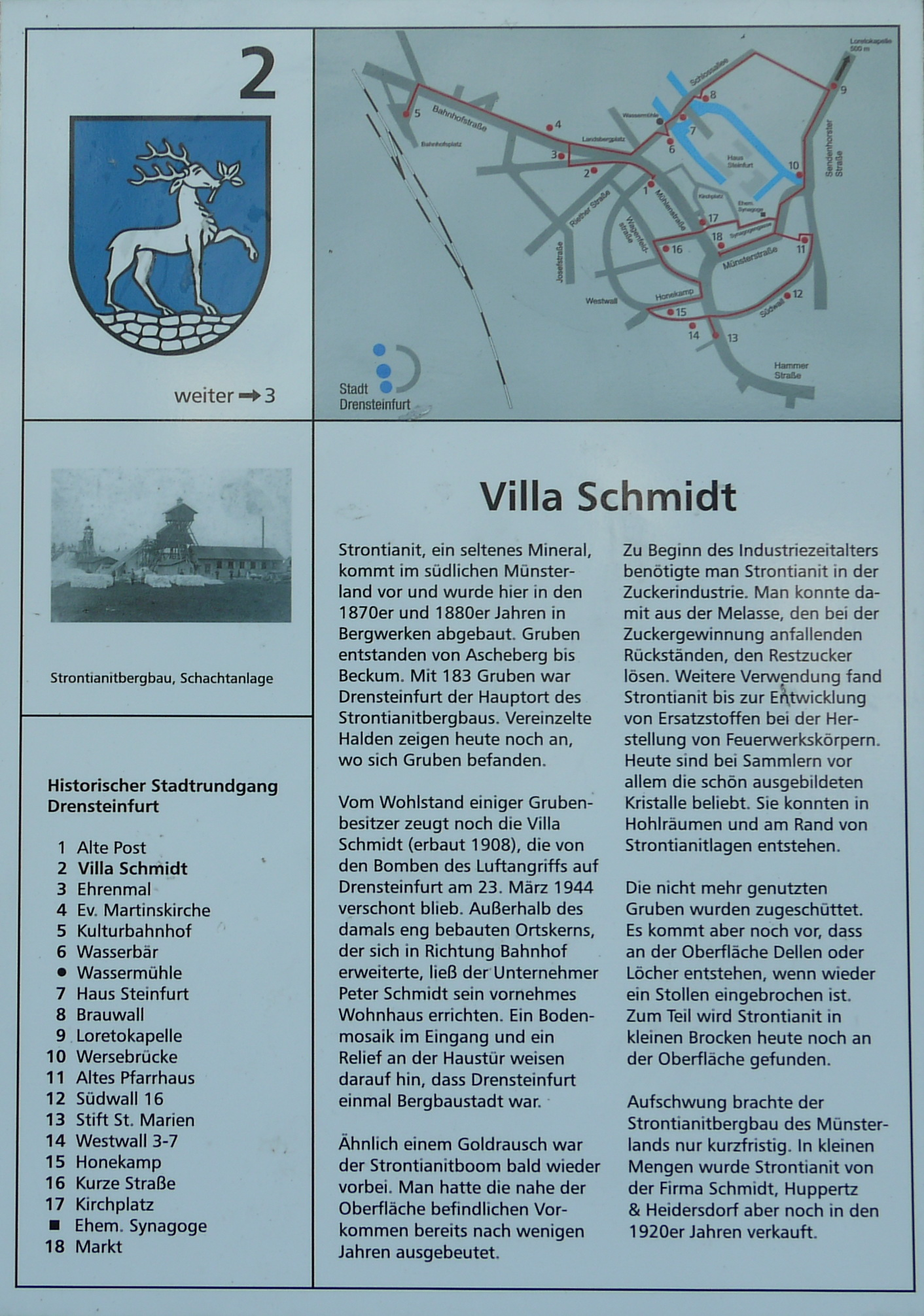
Tafel des Kulturpfades, Stadt Drensteinfurt

Die Villa Schmidt ist ein Gebäude in Drensteinfurt im Kreis Warendorf in Nordrhein-Westfalen. Sie zählt zu den prägnantesten Gebäuden Drensteinfurts. Die Villa ist eine Station des Kulturpfades durch die Stadt und wurde am 9. August 1990 in die Denkmalliste von Drensteinfurt eingetragen.

## Geschichte
Die Villa Schmidt am Landsbergplatz 5 ist Zeugnis der neueren Geschichte Drensteinfurts und erinnert an die münsterländische Strontianit-Bergbauzeit von circa 1871 bis 1885. Die Villa Schmidt wurde vom einstigen Strontianit-Grubenbesitzer Peter Schmidt erbaut. Ein Relief an der Haustür und Mosaikfliesen im Flur sowie die für Drensteinfurt auffallende Architektur der Villa sind ein deutliches Zeichen der kurzen Blütezeit des Bergbaus und des wohlhabenden Lebensstils der „Bergbau-Barone“. Das in Europa seltene kristalline Mineral Strontianit (SrCO3) wurde zur Gewinnung von Zucker (z. B. aus Zuckerrüben) gebraucht. Der Strontianit-Bergbau, der zu einer Phase wirtschaftlichen Aufschwungs und Reichtum in Drensteinfurt führte, nahm gegen Ende des 19. Jahrhunderts relativ rasch ab, weil Strontianit durch das häufiger gefundene und kostengünstigere Coelestin (SrSO4) ersetzt wurde, das die gleiche rhombische Kristallstruktur hatte und daher gleichwertig wirkte. Der Strontianit-Bergbau nahm somit ein schnelles Ende.
Die Villa Schmidt ist nicht nur mit der Drensteinfurter Bergbaugeschichte eng verbunden. Hier lebte während der Naziherrschaft auch der Arzt Dr. Metzger, der vom Regime verfolgte Menschen, insbesondere Juden, beschützte und rettete.
Heute ist in der Villa das Jobcenter der Stadt ansässig.